# Теорема Борсука — Улама
Теорема Бо́рсука — У́лама — классическая теорема алгебраической топологии, утверждающая, что всякая непрерывная функция, отображающая {\displaystyle n}-мерную сферу в {\displaystyle n}-мерное евклидово пространство для некоторой пары диаметрально противоположных точек имеет общее значение.
Неформально утверждение известно как «теорема о температуре и давлении»: в любой момент времени на поверхности Земли найдутся антиподальные точки с равной температурой и равным давлением; одномерный случай обычно иллюстрируют двумя диаметрально противоположными точками экватора с равной температурой.
Впервые утверждение встречается у Люстерника и Шнирельмана в работе 1930 года; первое доказательство опубликовано в 1933 году Борсуком, который сослался на Улама как автора формулировки.

## Формулировка
Для непрерывной функции {\displaystyle f\colon \mathbb {S} ^{n}\to \mathbb {R} ^{n}}, где {\displaystyle \mathbb {S} ^{n}} — сфера в {\displaystyle (n+1)}-мерном евклидовом пространстве, существуют такие две диаметрально противоположные точки {\displaystyle a,-a\in \mathbb {S} ^{n}}, что {\displaystyle f(a)=f(-a)}. 

## Вариации и обобщения
- Эквивалентное утверждение — теорема об общем нуле: всякая нечётная (относительно диаметральной противоположности) непрерывная функция {\displaystyle g\colon \mathbb {S} ^{n}\to \mathbb {R} ^{n}} из {\displaystyle n}-мерной сферы в {\displaystyle n}-мерное евклидово пространство в одной из точек {\displaystyle a\in \mathbb {S} ^{n}} обращается в нуль: {\displaystyle g(a)=0}. Эквивалентность устанавливается введением для непрерывной функции {\displaystyle f\colon \mathbb {S} ^{n}\to \mathbb {R} ^{n}} нечётной функции {\displaystyle g(x)=f(x)-f(-x)}. В одномерном случае теорема об общем нуле непосредственно следует из теоремы о промежуточном значении; общее доказательство использует изоморфизм Гуревича (алгебраико-топологический вариант), либо выводится из леммы Такера (комбинаторный вариант; лемма Такера при этом считается комбинаторным аналогом теоремы Борсука — Улама).

- В 1954 году Абрам Ильич Фет обобщил результат[4]: утверждение теоремы имеет место не только для соотношения антиподов, но и для произвольной инволюции {\displaystyle n}-мерной сферы, то есть, для всякой инволюции {\displaystyle ^{*}\colon \mathbb {S} ^{n}\to \mathbb {S} ^{n}} и любой непрерывной функции {\displaystyle f\colon \mathbb {S} ^{n}\to \mathbb {R} ^{n}} найдётся такая точка {\displaystyle a\in \mathbb {S} ^{n}}, что {\displaystyle f(a)=f(a^{*})}[5][6].